# ماري لويز جيل
ماري لويز جيل (بالإنجليزية: Mary Louise Gill)‏ هي باحثة في تاريخ العصور الكلاسيكية وفيلسوفة أمريكية، ولدت في 1950.